# Made in Heaven (퀸의 음반)
《Made in Heaven》은 프레디 머큐리가 죽은 뒤인 1995년에 발매된 퀸의 마지막 정규 음반이다. 이 음반은 프레디 머큐리의 유작 음반이라는 점과 〈Too Much Love Will Kill You〉, 〈I Was Born to Love You〉같은 훌륭한 곡들이 다소 포진해 있는 점이 겹쳐서 대부분의 나라에서 좋은 평가를 얻었으며, 대한민국에서도 플래티넘(25만장 이상)을 기록하였다.

## 수록곡
1. It's A Beautiful Day (2:32) - 프레디 머큐리
원곡은 1980년에 스위스 몽트뢰에서 피아노를 치며 녹음한 일종의 데모 테이프 형식이였는데 이것에 신시사이저음을 입혔다.
2. Made in Heaven (5:25) - 프레디 머큐리
원곡은 1983년에 발매됐던 프레디 머큐리의 솔로 앨범 《Mr. Bad Guy》에 수록되었지만, 원곡이 피아노만으로 꾸린 단촐한 형식이라면 본 앨범 버전은 록 스타일로 재해석했으므로 좀더 무거운 느낌이 난다.
3. Let Me Live (4:45) - 퀸
이 곡은 퀸 멤버 전원 이외에 여성 백보컬이 2명 있다. 이것은 퀸 노래 중 매우 이례적인 일이다. 프레디 머큐리, 브라이언 메이, 로저 테일러가 메인보컬을 맡았다.
4. Mother Love (4:49) - 프레디 머큐리, 브라이언 메이
프레디 머큐리가 죽기 2주전에 녹음했다. 곡 후반부는 프레디 머큐리의 사후 브라이언 메이가 녹음했다. 이 노래를 녹음 할 당시 프레디 머큐리는 한 파트를 3번씩 녹음하였는데 노래의 후반부를 녹음하기 전 몸이 좋지 않다고 다음에 와서 끝내겠다고 했지만 다시는 돌아오지 못했다.
5. My Life Has Been Saved (3:15) - 존 디콘
1989년에 나온 싱글인 Scandal에 실렸던 B-Side가 원곡으로, 원곡이 기타사운드가 주를 이뤘던 반면 본 앨범버전은 피아노 및 신시사이저 등이 주로 쓰였다.
6. I Was Born to Love You (4:49) - 프레디 머큐리
원곡은 1983년에 발매됐던 프레디 머큐리의 솔로앨범 Mr.Bad Guy의 수록곡이지만, 앨범버전이 더 유명하다.
7. Heaven for Everyone (5:36) - 로저 테일러
싱글로도 발매되어 영국 차트 2위를 기록하였다.
8. Too Much Love Will Kill You (4:20) - 브라이언 메이
원래 브라이언 메이가 자신의 솔로앨범에 넣으려 하였으나, 프레디 머큐리가 이 곡을 맘에 들어해서 퀸 멤버들과 함께 녹음을 하였다. 프레디의 사망 후 브라이언 메이는 1992년 자신의 솔로앨범인 Back To The Light에 수록했고 나중인 1995년에 이 앨범에다가 프레디와 퀸 멤버들이 같이 녹음한 버전을 넣었다.
9. You Don't Fool Me (5:24) - 퀸
10. A Winter's Tale (3:49) - 프레디 머큐리
프레디 머큐리가 사실상 마지막으로 작곡한 곡이다. (Mother Love는 프레디 머큐리&브라이언 메이 공동작곡이다.)
11. It's A Beautiful Day(Reprise) (3:01) - 프레디 머큐리
트랙 1번 It's A Beautiful Day를 록버전으로 재해석했다.
12. Yeah (0:04)
4초에 불과한 짧은 트랙으로, 《Hot Space》의 수록곡 Action This Day에서 프레디 머큐리의 목소리를 샘플링한 것이다.
13. Untitled Hidden Track(22:32)
CD에만 수록되어 있는 보너스 트랙으로, It's A Beautiful Day의 앞부분을 순환시켜 만든 트랙이다. 2011년 리마스터링 된 LP앨범에 수록되었다. 그러나 22분이라는 긴 러닝타임 때문에 Disc 2의 B사이드를 전부 차지하고 있다.

## 기타
이 엘범 후렴에 스위스의 시가 담겨져 있는데, 이 시는 프레디 머큐리가 좋아했다는 말도 있다.

## 같이 보기
- 독일에서 가장 많이 팔린 음반 목록